# جوزيف أليسي
جوزيف أليسي (بالإنجليزية: Joseph Alessi)‏ هو موسيقي أمريكي، ولد في 20 سبتمبر 1959 في ديترويت في الولايات المتحدة.

## وصلات خارجية
- الموقع الرسمي
- جوزيف أليسي على موقع ميوزك برينز (الإنجليزية)